# Until Death Overtakes Me
Gli Until Death Overtakes Me sono un gruppo musicale belga, formatosi nel 1999 e scioltosi nel 2011.

## Storia
Il gruppo, fondato dal polistrumentista Stijn van Cauter, si può considerare di genere a Ambient/Funeral doom metal. Nato come solo project, improntato sulla commistione fra Black metal e Doom, ha preso il nome da un passo del brano Black God dei My Dying Bride.
Nonostante alcuni inserimenti nella formazione stabile della band, Until Death Overtakes Me resta un progetto del solo Stijn van Cauter.
Nell'Agosto del 2011 Stijn Van Cauter ha annunciato lo scioglimento ufficiale del gruppo.

## Formazione

### Formazione stabile
- Stijn Van Cauter - voce, chitarra, basso, tastiere, timpani e violino

### Ex componenti
- Elke De Smedt - chitarra e tastiere
- Jo Renette - chitarra, basso e tastiere
- Pamela Turrell - flauto

## Discografia parziale

### Album in studio
- 2000 - Split CD with I Dream No More
- 2001 - Symphony I - Deep Dark Red
- 2001 - Symphony II - Absence of Life
- 2003 - Prelude to Monolith
- 2004 - Interludium I - Funeral Path
- 2004 - Symphony III - Monolith
- 2009 - Days Without Hope